# جائحة إنفلونزا الخنازير في كندا عام 2009
يعتبر وباء إنفلونز الخنازير في كندا عام 2009 هو جزء من جائحة إنفلونزا الخنازير عام 2009 للسلالة الجديدة من فيروس الإنفلونزا أ H1N1 مما تسبب في ما يسمى بإنفلونزا الخنازير. أُصيب حوالي 10٪ من السكان (أو 3.5 مليون نسمة) في كندا بالفيروس، مع وجود 428 حالة وفاة مؤكدة (حتى 20 فبراير 2010)؛ كما لم تُحتسب معظم الحالات الفردية. تم تطعيم حوالي 40٪ من الكنديين ضد فيروس الإنفلونزا أ H1N1 منذ بدء حملة التلقيح الوطنية في أكتوبر، إذ تعتبر كندا من دول العالم الرائدة في نسبة السكان الذين تم تطعيمهم. وقد أثار التأثير الواسع النطاق لفيروس الإنفلونزا أ H1N1 في كندا المخاوف خلال الأشهر التي سبقت الألعاب الأولمبية الشتوية الحادية والعشرين (الألعاب الأولمبية الشتوية 2010)، التي عقدت في فانكوفر في فبراير 2010.

## الحالات البشرية

### ألبرتا
كان هناك 1,278 حالة مؤكدة في المستشفيات في ألبرتا حتى 9 نيسان / أبريل 2010
أعلن نائب الرئيس التنفيذي للوكالة الكندية لفحص الأغذية، بريان إيفانز، في 2 مايو / أيار 2009 أن عامل مزرعة في ألبرتا مصاب مؤخرًا قد عاد من المكسيك، وعلى ما يبدو أنه كان السبب في انتقال الفيروس إلى قطيع الخنازير في مزرعته. وعلى الرغم من عزل القطيع تحت الحجر الصحي، أكد ايفانز أن العدوى لا تمثل تهديدًا لسلامة الغذاء، وأن احتمالية انتقال العدوى من الخنازير المصابة بالفيروس إلى البشر «بعيدة». وقال إيفانز أن تلك الحالة تعتبر أول حالة معروفة من انتقال فيروس الإنفلونزا أ H1N1 من البشر إلى الخنازير. قم تكررت تلك العدوى من نفس قطيع الخنازير إلى البشر في 20 يوليو، على الرغم من حدوثها في 7 مايو، عندما أخذ مفتشي الصحة عينات من القطيع المصاب تحت تدابيروقائية غير كافية للوقاية من العدوى.
وفي 8 أيار / مايو، أكد مسؤولو الصحة في ألبرتا أن إنفلونزا الخنازير كانت سبب وفاة امرأة في شمال ألبرتا في 28 نيسان / أبريل، واعتبرت تلك أول حالة وفاة في كندا مرتبطة بإنفلونزا الخنازير. كانت هناك 1,648 حالة مؤكدة من انفلونزا الخنازير في ألبرتا (ألبرتا) حتى 14 آب / أغسطس 2009. توقفت مديريات الصحة بألبرتا عن الإبلاغ عن الحالاتالتي لم تدخل المستشفيات في 21 أغسطس.

### كولومبيا البريطانية
أبلغت حكومة كولومبيا البريطانية عن وقوع 1,059 حالة إصابة شديدة بالإنفلونزا حتى 2 شباط / فبراير 2010. وتوفي 49 من أصل 56 حالة كانت تعاني من أمراض سابقة. ولم تبلغ المقاطعة بعد ذلك عن الحالات غير الخطيرة (بلغ مجموع الحالات 676 حالة بحلول 10 آب / أغسطس).
وشملت الحالات الأولى في كولومبيا البريطانية إصابة شابين تتراوح أعمارهم بين 25-35 عامًا من البر الرئيسى عادا مؤخرًا من المكسيك وفقًا لما ذكرته دانوتا سكورونسكى رئيس قسم الإنفلونزا وأمراض الجهاز التنفسي بمركز السيطرة على الامراض الذي تديره حكومة مقاطعة كولومبيا البريطانية. واكتُشفت الحالات عند إجراء اختبار الإنفلونزا الطبيعية التي أجراها مركز السيطرة على المرض بعد أن قام الشابان بزيارة طبيب لللشكوى من أعراض تشبه الإنفلونزا. وأشارت سكورونسكى إلى أن المرض يبدو «واسع الانتشار» في المكسيك، وينبغي ألا يُشكّ في السياح القادمين فقط من مدينة مكسيكو. حدثت أول حالة وفاة في كولومبيا البريطانية بسببفيروس الإنفلونزا أ H1N1 في 14 يوليو، وكان طفلًا صغيرًا تُوفي في غضون 24 ساعة من نقله إلى المستشفى. كانت هناك مخاوف من انتشار فيروس الإنفلونزا أ H1N1 خلال الأشهر التي سبقت دورة الألعاب الأولمبية الشتوية 2010 التي أُقيمت في فانكوفر في فبراير 2010، ونتيجةً لذلك كان هناك حاجة إلى تطعيم المتطوعين. وفي 28 كانون الثاني / يناير، ذكر بيري كيندال، المسؤول الصحي في المقاطعة، أن فرص حدوث موجة ثالثة من فيروس الإنفلونزا أ H1N1 «أخذت في التناقص». ومع ذلك، فقد أكد أن التطعيمات لا تزال موصى بها للجميع، إذ تعتبر أكثر التدابير الوقائية حيويةً للحد من خطر حدوث موجة ثالثة من فيروس الإنفلونزا أ H1N1.

### مانيتوبا
كان هناك 892 حالة مؤكدة في مقاطعة مانيتوبا اعتبارًا من 5 أكتوبر 2009، مع وفاة 7 حالات نتيجة الإصابة بفيروس الإنفلونزا أ H1N1. وحتى 1 شباط / فبراير 2010، كانت هناك 1,774 حالة مؤكدة جديدة، مع وفاة 4 حالات منذ بدء «الموجة الثانية» في 6 تشرين الأول / أكتوبر ([21]).
وفي 3 مايو، تم تأكيد الحالة الأولى في مانيتوبا في منطقة براندون. وأُعلن عن الحالة الثانية في مانيتوبا في 12 أيار / مايو. كانت الحالة الثانية امرأة في الخمسينات من عمرها تم نقلها إلى المستشفى، على الرغم من أن ملاحظة المقاطعة أن لديها أيضًا حالة مرضية غير محددة.

### نيوفاوندلاند واللابرادور
كانت هناك 267 حالة في المستشفيات في المقاطعة حتى 4 كانون الثاني / يناير 2010.
أبلغت نيوفاوندلاند واللابرادور في 13 حزيران / يونيه عن أول حالة من إنفلونزا الخنازير، لتصبح آخر المقاطعات للقيام بذلك. تتضمن الحالة عينة تم أخذها من شاب عولج يوم الخميس 11 يونيو في مستشفى غراند فولز - وندسور.
سُجلت أول وفاة لشخص مصاب بانفلونزا الخنازير في نيوفاوندلاند واللابرادور في 1 نوفمبر 2009، عندما توفيت امرأة تبلغ من العمر 36 عاما من الفيروس.

### نيو برونزويك
تم تأكيد أول حالة في نيو برونزويكفي مونكتون الكبرى في 1 مايو 2009.
وبحلول 28 آب / أغسطس، كانت هناك 147 حالة مؤكدة فينيو برونزويك. ثم لم يعد يتم الإبلاغ عن حالات جديدة. ووقعت الوفيات الأولى في 13 تشرين الثاني / نوفمبر.

### المقاطعات الشمالية الغربية
في 1 يونيو، أبلغت الأقاليم الشمالية الغربية أول حالة من انفلونزا الخنازير. ووقعت أول وفاة في نوفمبر / تشرين الثاني.

### نوفا سكوشا
كانت هناك 739 حالة مؤكدة من الإصابة بإنفلونزا الخنازير منذ بداية موسم الإنفلونزا 2009-10 في سبتمبر حتى 2 ديسمبر، بما في ذلك 255 حالة دخلت إلى المستشفى.
الحالات الأولى: قال كبير الموظفين الطبيين بنوفا سكوشا، روبرت سترانغ في 26 أبريل أن المختبر الوطني للأحياء الدقيقة في وينيبيغ أكد في وقت متأخر من اليوم السابق أن أربعة أشخاص في المقاطعة تتراوح أعمارهم بين 12 و 18 كانوا يتعافون من حالات «خفيفة نسبيًا» من المرض. كان الأشخاص الأربعة طلاب يحضرون في مدرسة كينغز إدجهيل الإعدادية في ويندسور، بنوفا سكوشا. وكان أحد الطلاب المصابين في رحلة مدرسية حديثة إلى شبه جزيرة يوكاتان في جنوب المكسيك.

### نونافوت
أبلغت نونافوت في 16 يوليو 2009 عن أول حالة وفاة من إنفلونزا الخنازير. وكانت هناك 496 حالة مؤكدة من انفلونزا الخنازير حتى 5 أغسطس.

### أونتاريو
وبلغ عدد الحالات المؤكدة في أونتاريو 8,633 حالة، وبلغ عدد الحالات التي دخلت إلى المستشفى 1,725 حالة في 10 كانون الأول / ديسمبر.
وفي 27 نيسان / أبريل 2009، اشتُبه في أربع حالات أنفلونزا الخنازير في أونتاريو. وارتفع هذا العدد إلى عشر حالات في خمسة أيام. وفي 25 مايو، أكّد وزير الصحة في أونتاريو ديفيد كابلان أن رجل في الأربعينات من عمره في تورنتو تُوفي بسبب الفيروس. كانت منطقة تورونتو مركزًا ثانويًا خلال وباء السارس (التهاب رئوي لانمطي حاد) عام 2003، وقد اتخذت احتياطات إضافية ضد فيروس الإنفلونزا أ H1N1 في المراحل الأولى من الوباء.
كما تعد أونتاريو لما يعتقد أنه أصغر موت حدث في كندا نتيجة الإصابة بإنفلونزا الخنازير. إذ تم إدخال طفل عمره شهرين إلى مركز العلوم الصحية في لندن في 2 تشرين الثاني / نوفمبر 2009؛ ثم توفي الصبي في الصباح الباكر بعد يومين. تعتبر حالة الوفاة تلك، واحدة من ثلاثة حالات تم الإبلاغ عنها مؤخرًا في لندن، أونتاريو، وبلغ عدد الوفيات المؤكدة من فيروس الإنفلونزا أ H1N1 منذ أبريل في أونتاريو إلى 95 اعتبارًا من 26 نوفمبر 2009.
تقوم مقاطعة أونتاريو بتحديث حالات الإصابة بفيروس الإنفلونزا أ H1N1 يوم الخميس.

### جزيرة الأمير إدوارد
دخلت 50 حالة إلى المستشفى حتى 8 كانون الأول / ديسمبر 2009 في المقاطعة، ولم تحدث أي وفيات.
أبلغت مقاطعة جزيرة الأمير إدوارد عن أول حالتين في تشارلوت تاون في 4 مايو 2009.

### كيبك

يمكن أن تُصاب الخنازير بسلالات إنفلونزا الطيور والإنفلونزا البشرية، وبالتالي يمكن أن تلعب دور المضيف حيث يمكن أن تحدث التحولات الجينية التي تخلق سلالات الإنفلونزا الجديدة.

دخلت 2,422 حالة إلى المستشفيات في 4 كانون الأول / ديسمبر 2009.
وفي حين تبين أن أول حالة مبكرة في كيبيك لم تكن مصابة بإنفلونزا الخنازير، إلا أنه تم تأكيد الحالة الأولى في المحافظة في منطقة مونتريال الكبرى في 30 أبريل 2009.
أُعلن حالة الوفاة الأولى في 8 حزيران / يونيه، مما أسفر عن وفاة 4 أشخاص في كندا. وكان المتوفى شخصًا يبلغ من العمر أكثر من 65 عامًا يعاني من أمراض في الجهاز التنفسي قبل دخوله المستشفى في 2 حزيران / يونيه. ووفقًا لتاريخه الطبي، لم يسافر هذا الشخص إلى المكسيك ولم يكن على اتصال مع أي شخص عاد من هناك مؤخرًا.
وبلغ مجموع الحالات المؤكدة 10,714 حالة بين 30 آب / أغسطس و 4 كانون الأول / ديسمبر 2009.

### ساسكاتون
تم تأكيد الحالات الأولى في 7 مايو في مناطق ساسكاتون وريجاينا.
وأوقفت المقاطعة عدّ الحالات الفردية اعتبارًا من 23 تموز / يوليه 2009. وفي تلك المرحلة كانت هناك 888 حالة مؤكدة.

### يوكون
أبلغت منطقة يوكون في 12 أيار / مايو 2009 عن أول حالة من إنفلونزا الخنازير. وكانت أول حالة وفاة هي فتاة في سن المدرسة توفيت في 1 تشرين الثاني / نوفمبر.

### المجموع الكلي
| الولاية/ المقاطعة         | ا   | الحالات الزائدة المُبلغ عنها بعد 14 فبراير |
| ------------------------- | --- | ----------------------------------------- |
| كولومبيا البريطانية       | 57  | 1                                         |
| ألبرتا                    | 71  | 0                                         |
| ساسكاتشوان                | 15  | 0                                         |
| مانيتوبا                  | 11  | 0                                         |
| أونتاريو                  | 128 | 0                                         |
| كيبك                      | 108 | 0                                         |
| نيو برونزويك              | 8   | 0                                         |
| نوفا سكوشا                | 7   | 0                                         |
| جزيرة الأمير إدوارد       | 0   | 0                                         |
| نيوفاوندلاند واللابرادور  | 18  | 0                                         |
| يوكون (إقليم)             | 3   | 0                                         |
| الأقاليم الشمالية الغربية | 1   | 0                                         |
| نونافوت                   | 1   | 0                                         |
| المجموع                   | 428 | 1                                         |

### مخطط الرسم البياني لانتشار الوباء
| تطور سلالة جديدة من إنفلونزا الخنازير البشرية لفيروس الإنفلونزا أ H1N1 في كندا والذي بدأ في المكسيك |

## الحالات غير البشرية
تم اكتشاف أول إصابة في بإنفلونزا الخنازير في كندا في مزرعة في ألبرتا في 2 مايو. ويشتبه في أن العدوى انتقلت إلى الحيوانات بعد عودة صاحبها من المكسيك.مصابة عادت مؤخرا من المكسيك.
وفي كندا في مطلع حزيران / يونيو، قام مزارع الخنازير في ألبرتا الذي أصيب قطيعه بفيروس إنفلونزا الخنازير الجديد بعزل القطيع بأكمله. وفي مايو / أيار كان قد قام بالفعل بإعدام 500 حيوان من القطيع. وقال مالك المزرعة أن هذه الحيوانات لا يمكن بيعها لأنها تحت الحجر الصحى كما أنه يواجه مشكلة في ازدحام مزرعته.

## الاستجابة
قال مايكل جاردام مدير مركز الوقاية من الامراض المعدية والسيطرة عليها في وكالة أونتاريو للمحافظة على الصحة والارتقاء بها في في مقابلة مع سي بي سي أن تفشى إنفلونزا الخنازير أونتاريو وهي أكبر مقاطعة في كندا من حيث عدد السكان، ليس خطيرًا مثلما كان الأمر عليه أثنا وباء السارس (الاتهاب الرئوي اللانمطي الحاد). في التحضير لجائحة الأنفلونزا ومعالجتها، تتبع وكالة الصحة العامة في كندا فئات منظمة الصحة العالمية (وو هيلث)، ولكنها توسعت إلى حد ما. وعلى الرغم من التقارير الأولية عن حالتين من حالات إنفلونزا الخنازير في مستشفى لاكشور العام في مونتريال، أكدت جوهان سيمارد من مجلس الصحة الإقليمي في مونتريال نتائج سلبية لجميع المرضى الذين تم عزلهم في المستشفى، وأنه لا توجد حاليا أية وحدات الحجر الصحي في المستشفى. أكد مختبر الميكروبيولوجيا الوطني في وينيبيغ حالات فيروس انفلونزا الخنازير البشري في العينات السريرية المرسلة من المكسيك، وأصدرت الحكومة الكندية استشارة السفر للمكسيك، محذرة الكنديين الذين عادوا من البلاد من مرض الجهاز التنفسي الحادة.
في 26 أبريل، أعلنت حكومة نوفا سكوتيا (نوفا سكوشا) على بث مباشر على شبكة الإنترنت أن أربعة طلاب في وندسور، نوفا سكوتيا، أكدوا حالات انفلونزا الخنازير. وفي وقت لاحق من ذلك اليوم، أكدت الحكومة الاتحادية وجود ست حالات في كندا؛ أربعة في نوفا سكوتيا (نوفا سكوشا) واثنين في كولومبيا البريطانية (كولومبيا البريطانية). وقالت وزيرة الصحة الفيدرالية ليونا اغلوكاك ان الحكومة الفيدرالية الكندية ستتخذ اية اجراءات ضرورية للحفاظ على الأمن العام، وان كندا ما زالت تخرج من جهودها لمراقبة هناك من المحتمل ان تكون هناك حالات أخرى. كما قالت إنها كانت على اتصال بنظيراتها الإقليمية والإقليمية، وأمرت وكالة الصحة العامة في كندا بتنبه مخطوطات الحدود (وكالة خدمات الحدود الكندية)، وموظفي الحجر الصحي وغيرهم من المسؤولين. ومع ذلك، قال كبير مسؤولي الصحة العامة في كندا، ديفيد بتلر جونز، أن الكنديين المتضررين الستة يعانون من أعراض خفيفة فقط وبدأوا بالفعل في التعافي. ومع ذلك، حذر بتلر جونز من الرضا عن النفس، مشيرا إلى أن حقيقة أن الحالات البسيطة فقط تم الإبلاغ عنها حتى الآن «لا يعني أننا لن نرى إما بعض الأمراض الشديدة أو الوفيات المحتملة». في كلتا المحافظتين، كانت الحالات تتعلق بأشخاص عادوا مؤخرا من المكسيك أو من كانوا على اتصال وثيق بهؤلاء الأشخاص.
في خطوة نحو فهم تفشي المرض، وتطوير لقاح، أكمل العلماء الكنديون أول تسلسل وراثي كامل لفيروس إنفلونزا الخنازير H1N1 في 6 مايو.
وقد أثارت النسبة العالية من الحالات الخفيفة إلى الحادة بين شعوب الأمم الأولى في مانيتوبا وشمال أونتاريو، بالمقارنة مع عامة السكان، تساؤلات حول ضعف هذه المجتمعات في H1N1 في جميع أنحاء كندا. كما ازدادت المخاوف بشأن ما إذا كانت خطة الحكومة الكندية لإعداد الجائحة قادرة على تلبية الاحتياجات الخاصة لهذه المجتمعات على الوجه الصحيح.
| 2009      | تفشي وباء جائحة انفلونزا الخنازير في كندا                                           |
| --------- | ----------------------------------------------------------------------------------- |
| 26 أبريل  | أكدت الحالة الأولى في نوفا سكوشا (الحالة الأولى في كندا)                            |
| 26 أبريل  | الحالة الأولى المؤكدة في كولومبيا البريطانية.                                       |
| 28 أبريل  | الحالة الأولى المؤكدة في ألبرتا.                                                    |
| 28 أبريل  | الحالة الأولى المؤكدة في أونتاريو.                                                  |
| 30 أبريل  | الحالة الأولى المؤكدة في كيبك.                                                      |
| 1 مايو    | الحالة الأولى المؤكدة في نيو برونزويك.                                              |
| 3 مايو    | أول حالة انتقال للفيروس من البشر إلى الحيوانات على مستوى العالم.                    |
| 3 مايو    | أول إصابة للخنازير تحدث على مستوى العالم.                                           |
| 4 مايو    | الحالة الأولى المؤكدة في جزيرة الأمير إدوارد.                                       |
| 7 مايو    | حالة الوفاة الأولى في ألبرتا (حالة الوفاة الأولى في كندا)                           |
| 7 مايو    | الحالة الأولى من الأمراض الحيوانية المنشأ في كندا، حيث يصيب الخنزير المصاب الإنسان. |
| 7 مايو    | الحالة الأولى المؤكدة في ساسكاتون.                                                  |
| 8 مايو    | تأكد تفشي الوباء رسميًا في كندا.                                                     |
| 9 مايو    | الحالة الأولى المؤكدة في مانيتوبا.                                                  |
| 12 مايو   | الحالة الأولى المؤكدة في يوكون.                                                     |
| 25 مايو   | حالة الوفاة الأولى في أونتاريو.                                                     |
| 28 مايو   | الحالة الأولى المؤكدة في نونوفات.                                                   |
| 1 يونيو   | الحالة الأولى المؤكدة في المقاطعات الشمالية الغربية.                                |
| 8 يونيو   | حالة الوفاة الأولى في كيبك.                                                         |
| 13 يونيو  | الحالة الأولى المؤكدة فينيوفاوندلاند واللابرادور.                                   |
| 16 يونيو  | حالة الوفاة الأولى في مانيتوبا.                                                     |
| 27 يونيو  | حالة الوفاة الأولى في ساسكاتون.                                                     |
| 14 يوليو  | حالة الوفاة الأولى في كولومبيا البريطانية.                                          |
| 15 يوليو  | حالة الوفاة الأولى في نونافوت.                                                      |
| 22 يوليو  | الحالة الأولى لمقاومة عقار التاميفلو في كندا.                                       |
| 24 يوليو  | حالة الوفاة الأولى في نوفا سكوشا.                                                   |
| 31 أكتوبر | حالة الوفاة الأولى في نيوفاوندلاند واللابرادور.                                     |
| 1 نوفمبر  | حالة الوفاة الأولى في يوكون.                                                        |
| 13 نوفمبر | حالة الوفاة الأولى في نيو برونزويك.                                                 |
| 25 نوفمبر | حالة الوفاة الأولى في المقاطعات الشمالية الغربية.                                   |

## روابط خارجية
روابط كندية
- FightFlu.ca. Updates from the public Health Agency of Canada
- Health Canada: Preparing for a pandemic (Government of Canada)
- Public Health Agency of Canada: Swine Influenza

روابط عالمية
- Swine influenza, at the منظمة الصحة العالمية(منظمة الصحة العالمية)
- WHO's Pandemic Influenza Phases
- Influenza Research Database – Database of influenza genomic sequences and related information.
- Confirmed and Suspected Cases
- Centers for Disease Control and Prevention (CDC): Swine Influenza (Flu)
- Medical Encyclopedia Medline Plus: Swine Flu
- Medical Encyclopedia WebMD: Swine Flu Center